# Hla Win
U Hla Win, de son nom anglais Richard Morris, né le 16 janvier 1936 à Rangoon (Yangon), est un expert birman de Thaing, expert en Lethwei, Banshay et Bando.

## Eléments biographiques
Né en 1936 en Birmanie, il a un ancêtre gallois. Il a commencé la pratique du Thaing dans un monastère, encore enfant, pendant la seconde guerre mondiale, durant l'occupation japonaise. Athlète d’une grande vigueur, il a combattu en Birmanie dans les années 1950 à 1960. Il s’est installé dans les années 1960 en Angleterre, où il a formé de nombreuses générations de pratiquants et d’enseignants. Pendant toutes ces années, ayant la double nationalité anglo-birmane, il retourné régulièrement dans son pays, le Myanmar (anciennement Birmanie), pour compléter ses pratiques et sa formation en tant que professeur puis maître, et enfin Grand-Maître. Il est responsable technique pour Europe nommé par la Myanmar Thaing Federation et membre de la commission des grands maîtres de l’International Thaing Bando Association. Il est depuis le 12 octobre 2012 le président de l'International Thaing Bando Association,.